# タイロン・スポーン
タイロン・スポーン（Tyrone Spong、1985年9月3日 - ）は、スリナムの男性キックボクサー、プロボクサー。パラマリボ出身。アメリカ合衆国・フロリダ州ボカラトン在住。元IT'S SHOWTIME 95kg MAX世界王者。

## 来歴
スリナムで生まれ、5歳の時にオランダに移住。13歳でキックボクシングのトレーニングを始め
、15歳でプロデビュー。
2002年5月19日、Itai-Te Promotionsにてミドル級でアミール・ゼヤダと対戦し4RKO負け。
2005年4月9日、モハメド・オワリに右膝蹴りで5RKO勝ち、WPKLムエタイ・ヨーロッパ王座（72.5kg以下）を獲得。以降はスーパーミドル級に転級。
2006年4月29日、MARSに参戦し、チョ・インジュに1RKO勝ち。
同年10月1日、SLAMM!! Eventsにて、ガオグライ・ゲーンノラシンに右フック一撃で1RKO勝ち。
同年11月12日、2H2H - Pride & Honorにてユーリ・メスを終始圧倒し、3度のダウンを奪って5RKO勝ち。
2007年3月25日、Rings Galaにて、プロデビュー戦で敗れたアミール・ゼヤダと再戦。1Rから猛攻をしかけたが、3R開始早々に不用意にガードを下げたところにカウンターパンチを浴びてダウンを喫した。さらにもう一度ダウンを奪われ、最後はレフェリーストップによってKO負け。
同年5月6日、ヨードチャイ・ウォー・ペッチプンにKO勝ち、SLAMM!! Events 79kg級世界王座を獲得。
2008年2月9日、ニュージーランドで開催されたKO World Seriesのクルーザー級トーナメントに出場し、2連続KO勝ちで優勝を果たした。
同年3月15日、IT'S SHOWTIMEにてオンドレ・ハートニックに2RKO勝ち、WFCA世界クルーザー級王座(86.8kg以下)を獲得。
2008年4月26日、K-1初出場となったK-1 WORLD GP 2008 IN AMSTERDAMのスーパーファイトでアゼム・マクスタイと対戦し、2RTKO勝ち。
同年11月29日、IT'S SHOWTIMEにてザビット・サメドフと対戦。サメドフを終始圧倒して勝利、初代IT'S SHOWTIME 95kg MAX世界王座を獲得。
2009年1月24日、Beast of the Eastにてサミール・ベナゾーズに3Rタオル投入TKO勝ち。
2009年3月28日、K-1 WORLD GP 2009 IN YOKOHAMAの第2代K-1世界ヘビー級王者決定トーナメントに出場。1回戦でグーカン・サキと対戦し、延長ラウンドにカウンターの右フックでKO負けを喫した。
2009年6月26日、ジャマイカで開催された「Champions of Champions 2」でネイサン・コーベットと対戦。2Rに先制のダウンを奪うが、3ラウンドに右フックでダウンを奪われ、ふらついたまま立ち上がるもレフェリーがスポーンのKO負けを宣告したところでレフェリーストップに気付かなかったコーベットがパンチで追撃したため、無効試合となった。
2009年12月5日、K-1 WORLD GP 2009 FINALのスーパーファイトでK-1世界ヘビー級王者の京太郎と対戦し、判定勝ち。試合後、ヘビー級タイトルマッチへの挑戦を要求した。
2010年4月3日、K-1 WORLD GP 2010 IN YOKOHAMAでジェロム・レ・バンナと対戦。1Rにダウンを喫し、3Rには盛り返すも判定負け。
2010年10月2日、K-1 WORLD GP 2010 IN SEOUL FINAL16に推薦枠としてGP1回戦に出場。当初ルスラン・カラエフと対戦予定だったが、カラエフが欠場となったため、代役のレイ・セフォーと対戦。終止ペースを握り3-0の判定勝ちを収め、ベスト8に駒を進めた。
2010年12月12日、K-1 WORLD GP 2010 FINALのGP準々決勝でアリスター・オーフレイムと対戦し、3Rにスタンディングダウンを奪われ、判定負けを喫した。
2012年11月3日、WSOF 1で総合格闘技デビュー。トラヴィス・バートレットに1RTKO勝ち。
2014年4月12日、Glory 15でグーカン・サキと対戦するも、ローキックを蹴った際にサキにカットされると右脛を骨折。TKO負けとなった。
2015年3月6日、29歳の時にボクシングデビュー。ガボール・ファーカスに1RKO勝ち。
2016年4月14日、キックボクシング引退を表明。

## エピソード
- ミルコ・クロコップとの決戦を控えたエメリヤーエンコ・ヒョードルの練習パートナーを務めたことがある。
- 憧れの選手としてアーネスト・ホーストを挙げており、ホーストの誘いで指導を受けたことがある。下の階級からヘビー級まで上げてきたことやテクニシャンタイプ、スリナム系であるなど共通点も多い。ただし、ホーストは「彼はホースト2世ではなくスポーン1世だ。彼は彼だし、私はそういうのは好まない」と語っている。

## 戦績

### プロボクシング
| プロボクシング 戦績 | プロボクシング 戦績 | プロボクシング 戦績 | プロボクシング 戦績 | プロボクシング 戦績 | プロボクシング 戦績 | プロボクシング 戦績 |
| ------------------- | ------------------- | ------------------- | ------------------- | ------------------- | ------------------- | ------------------- |
| 14 試合             | (T)KO               | 判定                | その他              | 引き分け            | 無効試合            |                     |
| 14 勝               | 13                  | 1                   | 0                   | 0                   | 0                   |                     |
| 0 敗                | 0                   | 0                   | 0                   | 0                   | 0                   |                     |

| 戦           | 日付           | 勝敗 | 時間    | 内容    | 対戦相手                         | 国籍           | 備考                                                    |
| ------------ | -------------- | ---- | ------- | ------- | -------------------------------- | -------------- | ------------------------------------------------------- |
| 1            | 2015年3月6日   | 勝利 | 1R 1:14 | KO      | ガボール・ファーカス             | ハンガリー     |                                                         |
| 2            | 2015年3月21日  | 勝利 | 1R 1:54 | TKO     | エムレ・アルチンタス             | ドイツ         |                                                         |
| 3            | 2016年3月5日   | 勝利 | 2R 1:05 | TKO     | ダビット・ゴルギシビリ           | ジョージア     |                                                         |
| 4            | 2016年4月1日   | 勝利 | 1R 1:04 | KO      | ルーカス・クイーン               | アメリカ合衆国 |                                                         |
| 5            | 2016年8月6日   | 勝利 | 2R 1:41 | TKO     | トレイシー・ジョンソン           | アメリカ合衆国 |                                                         |
| 6            | 2016年9月3日   | 勝利 | 3R 0:36 | KO      | ウーゴ・レオン                   | メキシコ       |                                                         |
| 7            | 2017年3月31日  | 勝利 | 1R 1:06 | TKO     | カルロス・ロドリゲス             | ドミニカ共和国 |                                                         |
| 8            | 2017年4月18日  | 勝利 | 1R 1:34 | TKO     | ホセ・フェリックス               | ドミニカ共和国 |                                                         |
| 9            | 2017年5月27日  | 勝利 | 1R 1:44 | KO      | フアン・カルロス・サラス         | メキシコ       |                                                         |
| 10           | 2017年10月7日  | 勝利 | 1R 2:54 | KO      | セルジオ・ラミレス               | メキシコ       | WBCラテンヘビー級王座獲得                               |
| 11           | 2018年2月24日  | 勝利 | 5R 1:53 | TKO     | カルロス・アイルトン・ナシメント | ブラジル       | WBOラテンヘビー級王座獲得、WBCラテンヘビー級王座初防衛  |
| 12           | 2018年8月31日  | 勝利 | 1R 1:14 | KO      | サンタンデル・シルガド           | コロンビア     | WBCラテンヘビー級王座防衛2、WBOラテンヘビー級王座初防衛 |
| 13           | 2018年12月21日 | 勝利 | 10R     | 判定2-1 | イタロ・ペレア                   | エクアドル     | WBCラテンヘビー級王座防衛3、WBOラテンヘビー級王座防衛2  |
| 14           | 2019年8月31日  | 勝利 | 2R 1:42 | TKO     | ジェーソン・ミンダ               | エクアドル     |                                                         |
| テンプレート |                |      |         |         |                                  |                |                                                         |

### キックボクシング
| キックボクシング 戦績 | キックボクシング 戦績 | キックボクシング 戦績 | キックボクシング 戦績 | キックボクシング 戦績 | キックボクシング 戦績 | キックボクシング 戦績 |
| --------------------- | --------------------- | --------------------- | --------------------- | --------------------- | --------------------- | --------------------- |
| 116 試合              | (T)KO                 | 判定                  | その他                | 引き分け              | 無効試合              |                       |
| 107 勝                | 73                    | 34                    | 0                     | 1                     | 1                     |                       |
| 7 敗                  | 4                     | 3                     | 0                     | 1                     | 1                     |                       |

| 勝敗 | 対戦相手                         | 試合結果                          | 大会名                                                                                           | 開催年月日     |
| ×    | グーカン・サキ                   | 1R 1:37 TKO（スポーンの右脛骨折） | Glory 15: Istanbul - Light Heavyweight World Championship Tournament 【決勝】                    | 2014年4月12日  |
| ○    | サウロ・カバラリ                 | 3R終了 判定3-0                    | Glory 15: Istanbul - Light Heavyweight World Championship Tournament 【準決勝】                  | 2014年4月12日  |
| ○    | ネイサン・コーベット             | 2R 1:10 TKO（左フック）           | Glory 11: Chicago                                                                                | 2013年10月12日 |
| ○    | ダニョ・イルンガ                 | 1R 0:16 TKO（パンチ）             | Glory 9: New York - 95 kg Slam Tournament 【Slam Tournament 決勝】                               | 2013年6月22日  |
| ○    | フィリップ・ヴェリンデン         | 3R終了 判定3-0                    | Glory 9: New York - 95 kg Slam Tournament 【Slam Tournament 準決勝】                             | 2013年6月22日  |
| ○    | マイケル・ドゥット               | 1R 0:31 KO（右フック）            | Glory 9: New York - 95 kg Slam Tournament 【Slam Tournament 1回戦】                              | 2013年6月22日  |
| ○    | レミー・ボンヤスキー             | 2R 2:02 KO（右フック）            | Glory 5: London                                                                                  | 2013年3月23日  |
| ○    | ピーター・アーツ                 | 3R 2:10 KO（パンチ）              | It's Showtime 57 & 58                                                                            | 2012年6月30日  |
| ○    | メルヴィン・マヌーフ             | 3R終了 判定3-0                    | It's Showtime 2012 in Leeuwarden                                                                 | 2012年1月28日  |
| ○    | ロレンツォ・ハビエル・ジョルジ   | 3R終了 判定3-0                    | It's Showtime Madrid 2011                                                                        | 2011年6月18日  |
| ○    | イゴール・ミハエルビッチ         | 1R 2:01 KO（左膝蹴り）            | It's Showtime 2011 Lyon                                                                          | 2011年5月14日  |
| ×    | アリスター・オーフレイム         | 3R終了 判定0-3                    | K-1 WORLD GP 2010 FINAL 【WORLD GP 準々決勝】                                                    | 2010年12月11日 |
| ○    | レイ・セフォー                   | 3R終了 判定3-0                    | K-1 WORLD GP 2010 IN SEOUL FINAL16 【WORLD GP 1回戦】                                            | 2010年10月2日  |
| ×    | ジェロム・レ・バンナ             | 3R終了 判定0-3                    | K-1 WORLD GP 2010 IN YOKOHAMA                                                                    | 2010年4月3日   |
| ○    | 京太郎                           | 3R終了 判定3-0                    | K-1 WORLD GP 2009 FINAL 【スーパーファイト】                                                     | 2009年12月5日  |
| －   | ネイサン・コーベット             | 3R 0:55 無効試合                  | Champions of Champions 2                                                                         | 2009年6月26日  |
| ○    | アティラ・カラチ                 | 3R終了 判定2-1                    | IT'S SHOWTIME                                                                                    | 2009年5月16日  |
| ×    | グーカン・サキ                   | 3R終了+延長1R 1:58 KO（右フック） | K-1 WORLD GP 2009 IN YOKOHAMA 【第2代K-1ヘビー級王者決定トーナメント 1回戦】                     | 2009年3月28日  |
| ○    | サミール・ベナゾーズ             | 3R 2:23 TKO（タオル投入）         | Beast of the East                                                                                | 2009年1月24日  |
| ○    | ザビット・サメドフ               | 5R終了 判定3-0                    | IT'S SHOWTIME 【初代IT'S SHOWTIME 95kg MAX世界王者決定戦】                                       | 2008年11月29日 |
| ○    | ゲーリー・ターナー               | 1R 1:05 TKO（ドクターストップ）   | Tough is Not Enough                                                                              | 2008年10月5日  |
| ○    | アゼム・マクスタイ               | 2R 0:45 TKO（タオル投入）         | K-1 WORLD GP 2008 IN AMSTERDAM 【スーパーファイト】                                              | 2008年4月26日  |
| ○    | オンドレ・ハートニック           | 2R 2:32 KO                        | IT'S SHOWTIME Finale Trophy Max 75 【WFCAタイボクシング世界クルーザー級王者決定戦 (86.8kg以下)】 | 2008年3月15日  |
| ○    | ニコス・ソコリス                 | 1R 2:25 KO                        | KO World Series 【クルーザー級 決勝】                                                            | 2008年2月9日   |
| ○    | チャド・ウォーカー               | 1R 1:08 KO                        | KO World Series 【クルーザー級 1回戦】                                                           | 2008年2月9日   |
| ○    | オーレリアン・デュアーテ         | 3R終了 判定                       | Beast of the East                                                                                | 2008年1月26日  |
| ○    | ラスムス・ゾエイルナー           | 2R KO                             | RETURN OF KING 2                                                                                 | 2007年12月24日 |
| ○    | エミール・ゾーライ               | TKO                               | One Night in Bangkok                                                                             | 2007年10月27日 |
| ○    | ヒューマン・ニクマスラク         | 1R 2:31 KO（膝蹴り）              | Return of the King 1                                                                             | 2007年8月26日  |
| ○    | デミトリー・シャクタ             | 5R終了 判定                       | Gentleman Fight Night IV                                                                         | 2007年6月2日   |
| ○    | ヨードチャイ・ウォー・ペッチプン | 1R 2:38 TKO（レフェリーストップ） | SLAMM - Netherland vs Thailand III 【SLAMM!! Events 79kg級世界王者決定戦】                       | 2007年5月6日   |
| ×    | アミール・ゼヤダ                 | 3R 1:49 TKO（レフェリーストップ） | Rings Gala                                                                                       | 2007年3月25日  |
| ○    | ユーリ・メス                     | 5R 1:12 KO                        | 2 Hot 2 Handle - Pride & Honor                                                                   | 2006年11月12日 |
| ○    | ガオグライ・ゲーンノラシン       | 1R 1:55 KO（右フック）            | SLAMM - Netherland vs Thailand II                                                                | 2006年10月1日  |
| ○    | セーム・ブラーン                 | 3R 1:40 KO（左フック）            | Pride & Honor Ahoy 2006                                                                          | 2006年6月18日  |
| ○    | ヘンリー・アケンディス           | TKO（ドクターストップ）           | 2 Hot 2 Handle - The Road To Tokyo                                                               | 2006年6月3日   |
| ○    | ファリッド・ムライカ             | 2分5R終了 判定                    | Gentleman Fight Night 3                                                                          | 2006年5月6日   |
| ○    | チョ・インジュ                   | 1R 2:07 KO                        | MARS WORLD FIGHTING GRAND PRIX 1st in SEOUL                                                      | 2006年4月29日  |
| ○    | ジュニア・ゴンザルベス           | 不明                              | It's Showtime                                                                                    | 2006年2月18日  |
| ○    | セノル・キジルタス               | 2R TKO（膝蹴り）                  | A-1 Combat League                                                                                | 2005年12月3日  |
| ○    | セノル・セティン                 | 1R TKO（タオル投入）              | A-1 Combat League                                                                                | 2005年12月3日  |
| ○    | ルネ・リッチコ                   | 1R 0:45 KO（右フック）            | A-1 Combat League                                                                                | 2005年12月3日  |
| ○    | ヴィンセント・ヴィエルヴォイエ   | 5R終了 判定3-0                    | BUSHIDO Europe - ROTTERDAM RUMBLE                                                                | 2005年10月9日  |
| ○    | ユーネス・エルハムサニ           | 5R終了 判定                       | Muay Thai Gala                                                                                   | 2005年5月8日   |
| ○    | モハメド・オワリ                 | 5R終了 判定                       | WPKL European Title Muay Thai Champions League XIV                                               | 2005年4月9日   |
| ○    | レナート・ハセット               | 4R KO                             | The Night of Legend                                                                              | 2004年12月23日 |
| ○    | リチャード・ウェストン           | 1R KO                             | Gala in Almere                                                                                   | 2004年11月14日 |
| ○    | ラフィ・ゾウフェイル             | 3R TKO（ローキック）              | Battle in Zaandam II                                                                             | 2004年10月17日 |
| ×    | 後藤龍治                         | 5R終了 判定0-3                    | SHOOT BOXING ∞-S 〜Infinity-S〜 vol.2                                                            | 2004年4月18日  |
| ○    | ハミド・エルケイド               | 5R終了 判定                       | Profighters Gala in ALmere                                                                       | 2004年3月21日  |
| ○    | ウィリアム・ディンダー           | 5R終了 判定2-0                    | 2 Hot 2 Handle                                                                                   | 2004年2月22日  |
| △    | ユーネス・エルハムサニ           | 5R終了 ドロー                     | Veni, Vidi, Vici II                                                                              | 2003年11月12日 |
| ○    | ザビエル・ゲイツ                 | 2R KO                             | Immortality                                                                                      | 2003年11月2日  |
| ○    | ロッキー・グランディーン         | 2R TKO（ドクターストップ）        | 2 Hot 2 Handle                                                                                   | 2003年10月13日 |
| ○    | グレゴリー・コスティナ           | 1R TKO（ローキック）              | Baas Sports                                                                                      | 2003年7月4日   |
| ○    | メルビン・ローゼンブラッド       | 5R終了 判定                       | Killerdome III                                                                                   | 2003年5月18日  |
| ○    | ヘンリー・アケンディス           | 1R終了時 TKO（タオル投入）        | Beast of the East                                                                                | 2003年4月19日  |
| ○    | ヤン・ヴァン・デンデレン         | 2分5R終了 判定                    | Thaiboksgala                                                                                     | 2003年4月13日  |
| ○    | ハリー・ローデバイクス           | 1R KO                             | Killerdome II                                                                                    | 2003年2月2日   |
| ○    | タリク・スリマニ                 | 不明                              | オランダ                                                                                         | 2003年1月11日  |
| ○    | レイ・スターリン                 | 2分5R終了 判定                    | Beast of the East                                                                                | 2002年10月27日 |
| ×    | アミール・ゼヤダ                 | 4R 0:47 KO                        | Itai-Te Promotions                                                                               | 2002年5月19日  |
| ○    | デイブ・ヴァン・デア・プラウ     | 2分5R終了 判定                    | Beast of the East                                                                                | 2002年3月8日   |
| ○    | オーリー・コッチ                 | 1R KO                             | Loasana Promotions                                                                               | 2002年3月3日   |
| ○    | ベルナー・ストエル               | 2分5R終了 判定                    | Champions Gym Gala in Hanenhof                                                                   | 2001年9月22日  |

### 総合格闘技
| 総合格闘技 戦績 | 総合格闘技 戦績 | 総合格闘技 戦績 | 総合格闘技 戦績 | 総合格闘技 戦績 | 総合格闘技 戦績 | 総合格闘技 戦績 |
| --------------- | --------------- | --------------- | --------------- | --------------- | --------------- | --------------- |
| 3 試合          | (T)KO           | 一本            | 判定            | その他          | 引き分け        | 無効試合        |
| 2 勝            | 1               | 0               | 1               | 0               | 0               | 0               |
| 1 敗            | 1               | 0               | 0               | 0               | 0               | 0               |

| 勝敗 | 対戦相手                 | 試合結果                         | 大会名                    | 開催年月日    |
| ×    | セルゲイ・ハリトーノフ   | 2R 2:55 TKO（パウンド）          | Eagle FC 44               | 2022年1月28日 |
| ○    | エンジェル・ディアンダ   | 5分3R終了 判定3-0                | WSOF 4: Spong vs. DeAnda  | 2013年8月10日 |
| ○    | トラヴィス・バートレット | 1R 3:15 KO（スタンドパンチ連打） | WSOF 1: Arlovski vs. Cole | 2012年11月3日 |

## 獲得タイトル
- MTBNジュニアクラスオランダ・ムエタイ王座（66kg以下）
- WKNヨーロッパ王座（2004年）
- WPKLムエタイ・ヨーロッパ王座（72.5kg）（2005年）
- A-1 Combat Cup 2005トーナメント優勝
- SLAMM!! Events 79kg級世界王座（2007年）
- KO World Series 2008 Oceania クルーザー級トーナメント優勝
- WFCAタイボクシング世界クルーザー級王座（86.8kg以下）
- 初代IT'S SHOWTIME 95kg MAX世界王座
- WBOラテンヘビー級王座
- WBOラテンヘビー級王座